# Gabriel Mbaga Obiang Lima
Gabriel Mbega Obiang Lima (nascido em 1975) é um político guinéu-equatoriano que atua como Ministro das Finanças, Economia e Planejamento desde fevereiro de 2023. Anteriormente, atuou como Ministro de Minas e Hidrocarbonetos da Guiné Equatorial..

## Biografia
Mbega nasceu em 2 de novembro de 1972 em Mongomo, filho de Teodoro Obiang Nguema e da segunda esposa de Obiang, Celestina Lima, natural de São Tomé e Príncipe. Formou-se em economia pelo Alma College, nos Estados Unidos. É casado com a filha de Florencio Mayé, Virgínia Esther Mayé, e tem um filho e duas filhas. É linguista com fluência na língua inglesa, francesa e espanhola.

### Vida politica
Atua no setor de petróleo e gás desde 1997. Os cargos que ocupou incluem Ministro Delegado, Vice-Ministro, Secretário de Estado de Minas e Hidrocarbonetos e Conselheiro Presidencial para Hidrocarbonetos. Também atuou como membro do conselho de administração de três empresas públicas de energia na Guiné Equatorial: Sonagas, Segesa e GEPetrol.
Em 21 de maio de 2012, Mbega Obiang foi nomeado por seu pai Ministro de Minas e Hidrocarbonetos. Em junho de 2016, com a reestruturação do aparato administrativo, foi confirmado no cargo.